# سيتي أوف كينغستون
سيتي أوف كينغستون هي منطقة حكومة محلية في فيكتوريا، في أستراليا، تقع في ولاية فيكتوريا، وملبورن، بلغ عدد سكانها 142,425  نسمة وذلك حسب إحصائيات سنة 2011، عاصمتها Cheltenham, Victoria ‏.

## التقسيمات الإدارية
- Aspendale, Victoria [الإنجليزية]‏
- Aspendale Gardens [الإنجليزية]‏
- Bonbeach [الإنجليزية]‏
- Braeside, Victoria [الإنجليزية]‏
- Carrum [الإنجليزية]‏
- Chelsea, Victoria [الإنجليزية]‏
- Chelsea Heights, Victoria [الإنجليزية]‏
- Cheltenham, Victoria [الإنجليزية]‏
- Clarinda, Victoria [الإنجليزية]‏
- Clayton South [الإنجليزية]‏
- Dingley Village [الإنجليزية]‏
- Edithvale [الإنجليزية]‏
- Heatherton, Victoria [الإنجليزية]‏
- Highett, Victoria [الإنجليزية]‏
- Mentone, Victoria [الإنجليزية]‏
- Moorabbin, Victoria [الإنجليزية]‏
- Moorabbin Airport [الإنجليزية]‏
- Mordialloc, Victoria [الإنجليزية]‏
- Oakleigh South, Victoria [الإنجليزية]‏
- Parkdale, Victoria [الإنجليزية]‏
- Patterson Lakes [الإنجليزية]‏
- Waterways, Victoria [الإنجليزية]‏.